# Berkout
Pour les articles homonymes, voir Berkut.
Pour l’article ayant un titre homophone, voir Berkhout.
Ne doit pas être confondu avec HK Berkout Kiev ou Berkut.
Les Berkout, berkout ou berkut (en ukrainien : Бе́ркут, « aigle royal ») sont des anciennes unités spéciales servant de police antiémeute au sein de la militsia ukrainienne, dépendant du ministère de l'Intérieur. Leurs membres sont également appelés berkouts.
Ces unités créées en 1992 et composées d'environ 30 000 hommes avaient succédé aux OMON soviétiques. Du fait de leur forte visibilité — notamment lors des événements dits d'Euromaïdan —, d'autres unités spéciales de maintien de l'ordre sont parfois improprement appelées « berkout ».

## Histoire

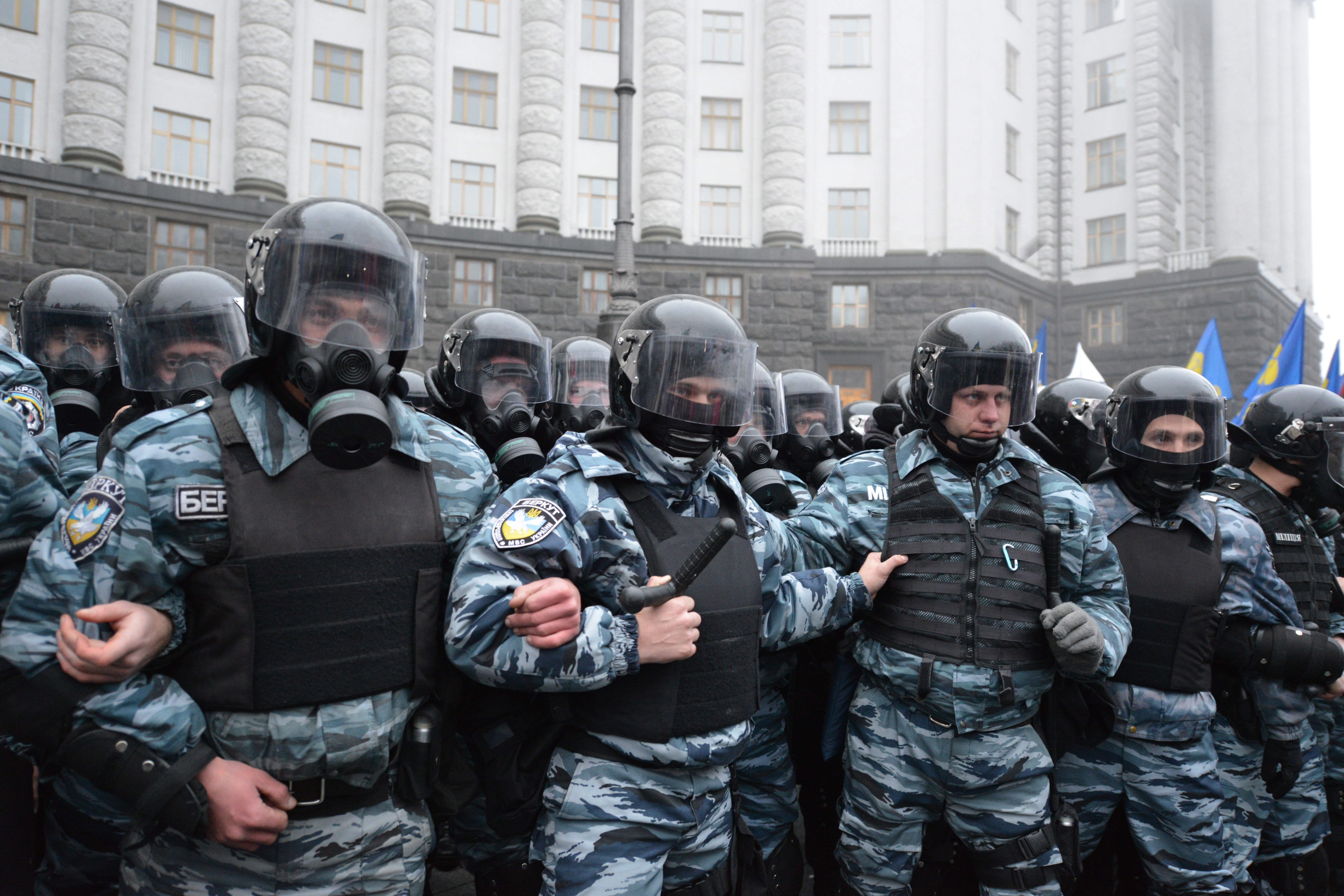
Une ligne de berkouts en tenue antiémeute devant le bâtiment du Conseil des ministres lors de l'Euromaidan, en 2013

L'Union soviétique organise en 1987 une « unité police pour mission spéciale », l'OMON. Les unités devant servir au sein de la république socialiste soviétique d'Ukraine sont créées le 28 décembre 1988, soit plus d'un an après la création de l'entité étatique, et plus de trois mois après l'ordre spécifique de mise sur pied, le 3 octobre 1988. Les premiers pelotons sont mis en place à Kyïv, Dniepropetrovsk, Odessa, Lviv et Donetsk, sur la base d'unités sélectionnées parmi les troupes internes soviétiques dépendant du Ministère de l'intérieur.
Après la chute de l'Union soviétique et l'indépendance de l'Ukraine, l'État décide de maintenir en place dans chaque capitale d'oblast une unité de police spéciale dépendant du Ministère de l'Intérieur. Le 16 janvier 1992, le Ministère décrète la création d'une force de réaction rapide (en). Ses unités, les berkouts, prennent ainsi la succession des OMON  et sont pleinement fonctionnelles début 1993.
Son nouveau nom, Бе́ркут, signifie « Aigle royal (Aquila chrysaetos) » en ukrainien, animal qui se trouve sur l'écusson de cette unité. Cet emblème a été choisi pour son association historique avec son rôle en fauconnerie, pour sa capacité à se saisir de proies importantes, comme les renards[réf. nécessaire].
Le 25 février 2014, le ministre de l'Intérieur par intérim Arsen Avakov signe le décret no 144 qui dissout ces unités,. En particulier, leur action violente contre la foule lors de la manifestation du 20 février 2014, lors de laquelle ses hommes tirent à balles réelles et au fusil de précision devant les caméras du monde entier, a fortement contribué au discrédit de ces unités et conduit à leur dissolution par le gouvernement de transition ukrainien quelques jours plus tard. Toutefois, certaines sources évoquent une action des berkouts intervenant en riposte contre des snipers tirant eux-mêmes sur les manifestants, dont l'origine n'a pas été déterminée ; les berkouts déplorent des pertes lors de cette opération.
De plus, ce discrédit n'est pas unanime en Ukraine, puisque les unités des berkouts de retour en Crimée après le 20 février ont été reçues par les vivats de la foule. Le nouveau maire de Sébastopol Alekseï Tchaly, élu le 23 février, leur a d'ailleurs proposé le 26 février de constituer le cœur de la nouvelle force d'autodéfense de la Crimée insurgée contre le nouveau pouvoir de Kyïv. Certaines sources affirment d'ailleurs que des anciens berkouts font partie des forces ayant pris le contrôle des points stratégiques dont le Conseil suprême de Crimée, au cours de la journée du 27 février 2014.

## Missions
Ayant d'abord servi à la lutte contre le grand banditisme, ils servent désormais de police antiémeute, pour le compte du Ministère de l'Intérieur ukrainien, plus particulièrement du département de la sécurité publique,.
Malgré cette fonction de sécurité, les berkouts ont connu depuis longtemps des accusations d'agissements répressifs allant au-delà de ce cadre normal. Ces accusations incluent celles de racket organisé, ou de pressions faites sur les votants lors des élections législatives ukrainiennes de 2012 pour le compte des candidats du parti de Viktor Ianoukovytch, le Parti des régions. De nombreuses sources[réf. nécessaire] attestent également de la véracité des accusations d'enlèvement, séquestration, coups et blessures et même torture sur des manifestants, qu'il s'agisse des événements entourant Euromaïdan, ou, dans une moindre proportion, lors de la Révolution orange de 2004.
Après la dissolution des berkouts, le nouveau pouvoir en place souhaite mettre sur pied rapidement une unité remplaçant les berkouts dans leur rôle antiémeute.

## Organisation et équipement

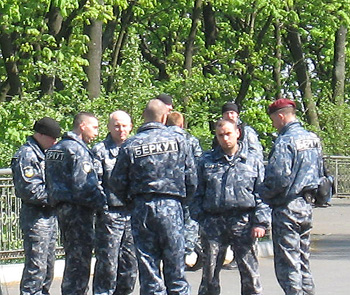
Des berkouts en 2007.

Les berkouts sont organisés en unités semi-autonomes, commandés soit au niveau local, soit au niveau régional (oblast, raïon, ville). Il existe une unité de berkout par oblast, et une unité dans chaque grande ville du pays.
Le 27 janvier 2014, le Ministère ukrainien de l'Intérieur annonce de fortes hausses de salaire pour les personnels militaires 2014[réf. nécessaire]. De plus, le Conseil des ministres adopte[Quand ?] une résolution approuvant l'augmentation des effectifs des berkouts, passant de 5 000 à 30 000 hommes, et leur allouant des moyens financiers supplémentaires afin d'améliorer leur approvisionnement en munitions. Le salaire moyen des berkouts représente entre 150 et 200 % du salaire moyen des officiers de police ukrainienne.
L'équipement de base des berkout inclut des fusils d'assaut AKM, des mitrailleuses PK, les fusils de précision SVD, des véhicules tout-terrain UAZ-469 et des transports de troupes BTR-70. Quelques unités sont également dotées du canon sans recul SPG-9 et du lance-roquettes RPG-7 en fonction des besoins.

## Violences attribuées aux berkouts
Taras Kuzio (en), expert de la politique ukrainienne, évoque dès 2012 le fait que le régime de Viktor Ianoukovitch a de plus en plus utilisé les berkouts à des fins d'intimidation face aux manifestants hostiles au gouvernement et de pression lors des échéances électorales. En janvier 2014, Harrison Jacobs rapporte pour le Business Insider que « les berkouts ont derrière eux une longue histoire de brutalités, de torture et autres états de services dans le cadre de leurs missions du contrôle politique en Ukraine ». Le ministre de l'Intérieur par intérim, Avakov, indique après la dissolution des berkout que « 3 000 berkouts auront à répondre de leur rôle et de leur comportement lors des opérations menées contre les manifestants » de Maïdan.
Aux derniers jours de son existence, le site internet des berkouts dénonce « l'origine juive » des meneurs des manifestants d'Euromaïdan, arborant une image montrant la superposition d'une étoile de David et d'une swastika.
Liste de violences attribuées aux berkouts
- 23-25 juin 1995 : à Soudak, assaut lancé contre les Tatars de Crimée ; les berkouts permettent à des criminels d'échapper au lynchage d'une foule enragée[non neutre][16].
- 18 juillet 1995, « mardi noir » : à Kiev, heurts lors de l'enterrement du patriarche de l'Église orthodoxe d'Ukraine Volodymyr[17].
- 24 août 1998, fête nationale : à Luhansk, dispersion violente d'une manifestation pacifique de mineurs de charbon, protestant contre le fait qu'ils n'avaient pas été payés depuis deux ans et demi[18].
- Novembre 2000 / mars 2001, L'Ukraine sans Koutchma : pendant ce mouvement de contestation, protection avec usage de la force du gouvernement de Leonid Koutchma
- 19 août 2013 : à Kiev, attaque de membres de la Rada près de l'hôtel de ville.
- 22 novembre 2013 / février 2014 : le 30 novembre 2013, les berkouts kieviotes dispersent violemment les manifestants présents sur la place Maïdan. Depuis cette date, ces unités sont présentes continuellement lors des démarches entreprises pour réprimer le mouvement de contestation.
- 23 janvier 2014 : Alexandra Haylak, membre du service de santé d'Euromaïdan âgée de 22 ans, enlevée, dépouillée de tout signe d'identification et abandonnée dans les bois près de Vychhorod[19]
- 23 janvier 2014 : Andriy Parubiy, cofondateur en 1991 du parti d'extrême droite « Parti Social-Nationaliste d'Ukraine » (par la suite renommé Svoboda) et membre de l'opposition au parlement ukrainien, rapporte que les berkouts modifient certaines de leurs grenades assourdissantes pour en faire des grenades offensives, en les entourant de clous ou autres éléments métalliques devant agir comme des shrapnels, et les utilisent contre les manifestants. Parubiy en montre quelques exemples à la presse[20].
- 27 janvier 2014 : Le New York Times rapporte que « récemment, une vidéo a fait son apparition, montrant la police antiémeute d'élite « Berkout » déshabillant complètement un manifestant, et le forçant à poser tenant un pic à glace, avant de le molester et de le forcer à monter dans un car de police. Mais selon le quotidien ukrainien Vremia, il s'agit d'un film de propagande réalisé par Andriy Kozhemyakin, dans lequel le chef des Berkouts est joué par Andrei Dubovik et le militant opprimé par Dmytro Yarosh en personne[21]. Un autre manifestant est mort de froid après avoir été enlevé dans un hôpital de Kiev où il était soigné d'une blessure à l'œil, amené dans les bois, férocement battu et laissé pour mort[22]. »

## Galerie

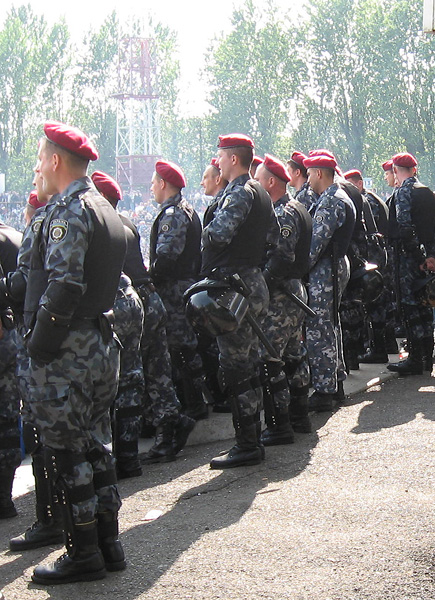
Berkouts montant la garde lors d'un match de football, 2007.
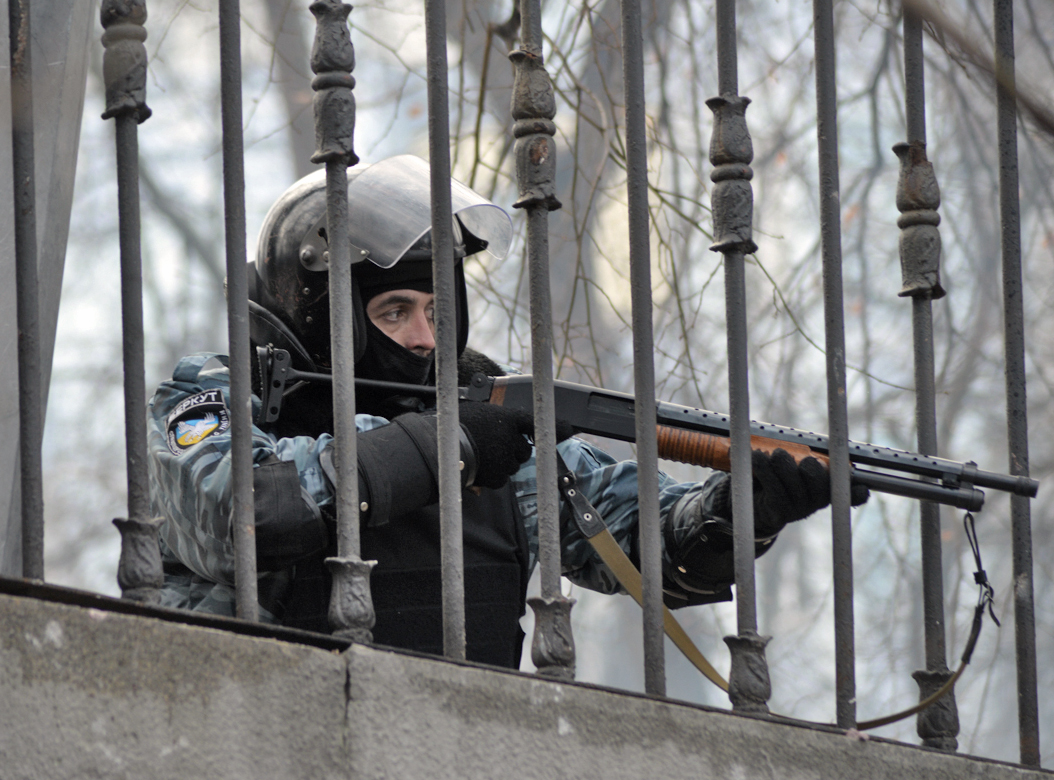
Berkout armé d'un fusil lors du mouvement contestataire de 2013-2014 en Ukraine, le 19 janvier.